# فرج قارایف
فرج قره اوغلو قارایف (ترکی آذربایجانی: Fərəc Qara oğlu Qarayev؛ زادهٔ ۱۹ دسامبر ۱۹۴۳) آهنگساز، مربی موسیقی و استاد اهل کشور جمهوری آذربایجان است. او فرزند آهنگساز برجسته آذربایجانی قارا قارایف و یکی از آهنگسازان برجسته دورهٔ پس از شوروی است.
وی همچنین برندهٔ جوایزی همچون هنرمند خلق آذربایجان شده‌است.